# Ruda (Italie)
Pour les articles homonymes, voir Ruda.
Ruda est une commune italienne située dans la province d'Udine, en région Frioul-Vénétie Julienne.

## Administration
| Période                                  | Période  | Identité          | Étiquette     | Qualité |
| ---------------------------------------- | -------- | ----------------- | ------------- | ------- |
| 11 avril 2006                            | 2016     | Palmina Mian      |               |         |
| 6 juin 2016                              | En cours | Franco Lenarduzzi | Centre gauche |         |
| Les données manquantes sont à compléter. |          |                   |               |         |

### Hameaux
Alture, Cortona, Mortesins, Perteole, Saciletto, San Nicolò.

### Communes limitrophes
Aiello del Friuli, Campolongo Tapogliano, Cervignano del Friuli, Fiumicello, San Pier d'Isonzo, Turriaco, Villa Vicentina, Villesse.

## Personnalités
- Tarcisio Burgnich (1939-2021), joueur de l'équipe d'Italie de football.